# AMD模型
AMD模型（AMDもけい）とは原子核の性質を記述するモデルのひとつである。AMDとは、“反対称化分子動力学”(Antisymmetrized Molecular Dynamics) の略である。

## 概要
一つの核子をガウス波束で表現し、AMD波動関数をこのスレーター行列式として定義する。この波動関数を直接変分原理にかけてエネルギーを極小化させるのではなく、先にパリティ射影を行うことが特徴である。これによって、平均場近似では得られないクラスター構造を表現し易くなる。有効相互作用と核子の自由度からクラスター構造を表現できることから、このAMD模型は「微視的クラスター模型」と考えることができる。現在では、変分前に角運動量射影を行うことによって基底状態のみならず、励起状態の記述にも成功を収めている。また、生成座標法（GCM）の基底としてもこの模型が用いられており、「微視的核構造理論」の一端を担っている。